# 茨拉科·克拉尼察
茨拉科·克拉尼察（1956年11月15日—2021年3月1日），克罗地亚前足球运动员、教练。他曾带领克罗地亚参加2006年国际足联世界杯，结果队伍止步小组赛阶段。